# Riich M1
Riich M1 — городской автомобиль, производящийся в Китае компанией Chery Automobile с 2009 по 2014 год. На экспортных рынках был известен как Chery M1 или Chery S18, а в Италии автомобиль назывался DR1.
В 2010 году автомобиль начал выпускаться в кузове лифтбек под названием Riich M5. Из-за проблем с продажами его производство было остановлено в 2014 году.
В 2017 году компания Hawtai приобрела лицензию у Chery на производство электромобилей S1 iEV360.

## История
На большинстве рынков Азии и Латинской Америки Riich M1 экспортировался компанией Chery под собственным названием, поскольку подразделение Riich выпускало автомобили исключительно для китайского рынка. В 2013 году бренд Riich был упразднён, а Riich M1 был переименован в Chery M1. Из-за проблем с продажами производство автомобилей Chery M1 было остановлено в 2014 году.

## Riich X1
Riich X1 являлся кроссовером на базе Riich M1 с кузовом универсал и чёрной пластиковой обшивкой. После того, как в 2017 году компания Hawtai приобрела лицензию у Chery, автомобиль был переименован в Shendafei 2 XEV 360.

## Riich M5
Riich M5 (S18C) являлся лифтбеком, удлинённым на 30 см. Он оснащался 1,3-литровым двигателем ACTECO, который сочетался в паре с пятиступенчатой механической или же автоматической трансмиссией. В 2014 году автомобиль был снят с производства.

## Локализованные версии
- DR1 (2009—2014)[5][6][7].
- Hawtai S1 iEV360 (2018 — настоящее время)[8].

## Галерея

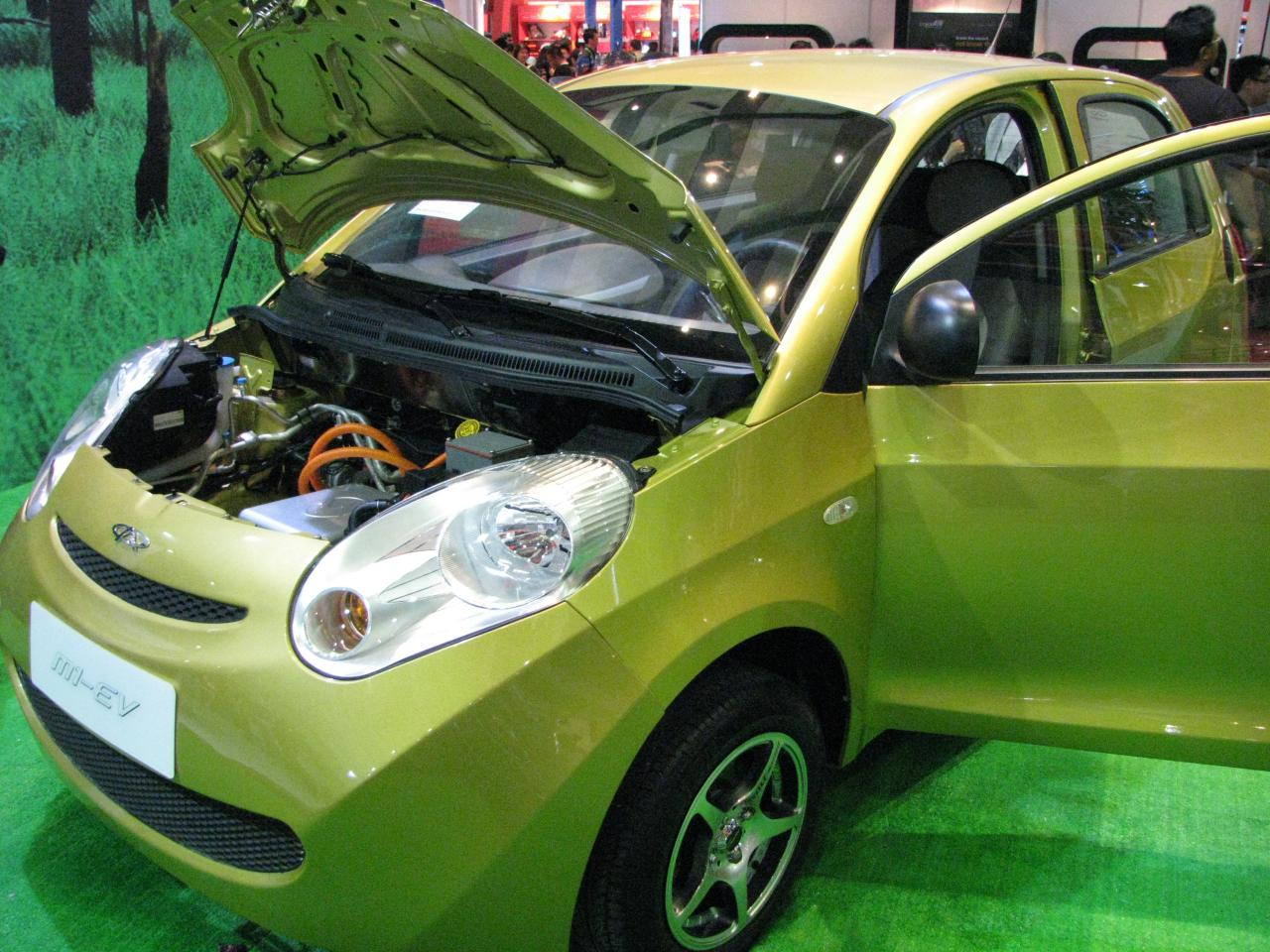
Chery M1 EV
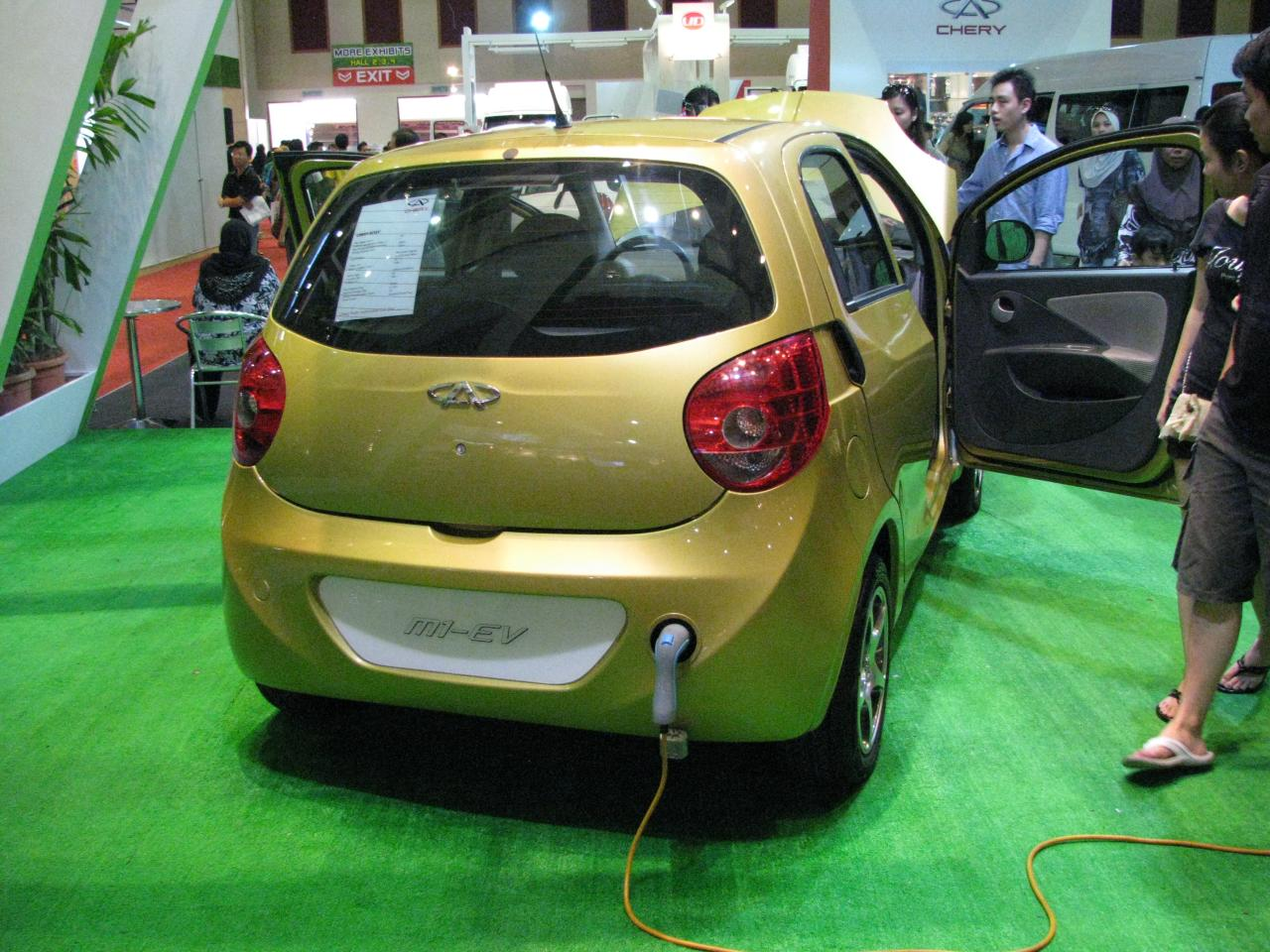
Chery M1 EV
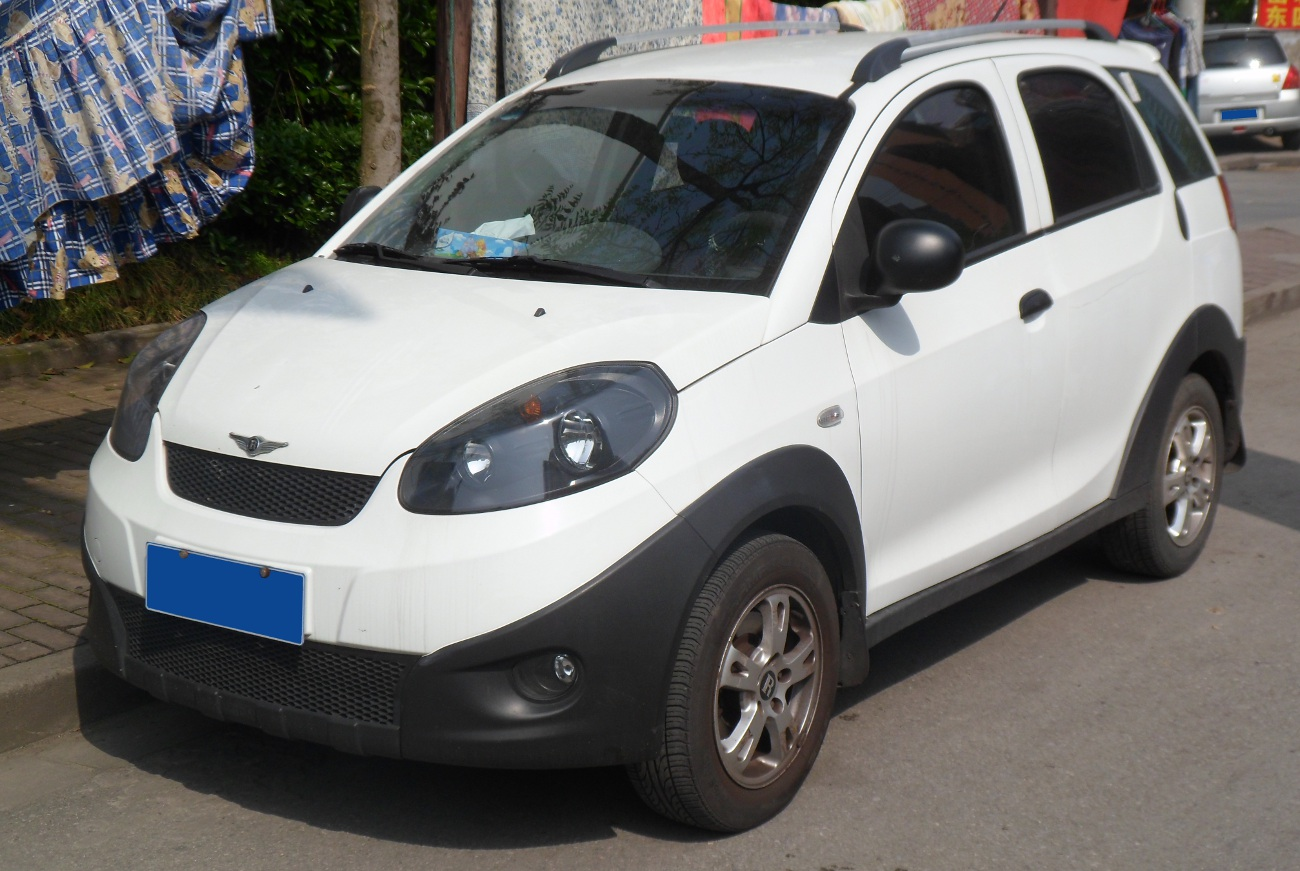
Riich X1
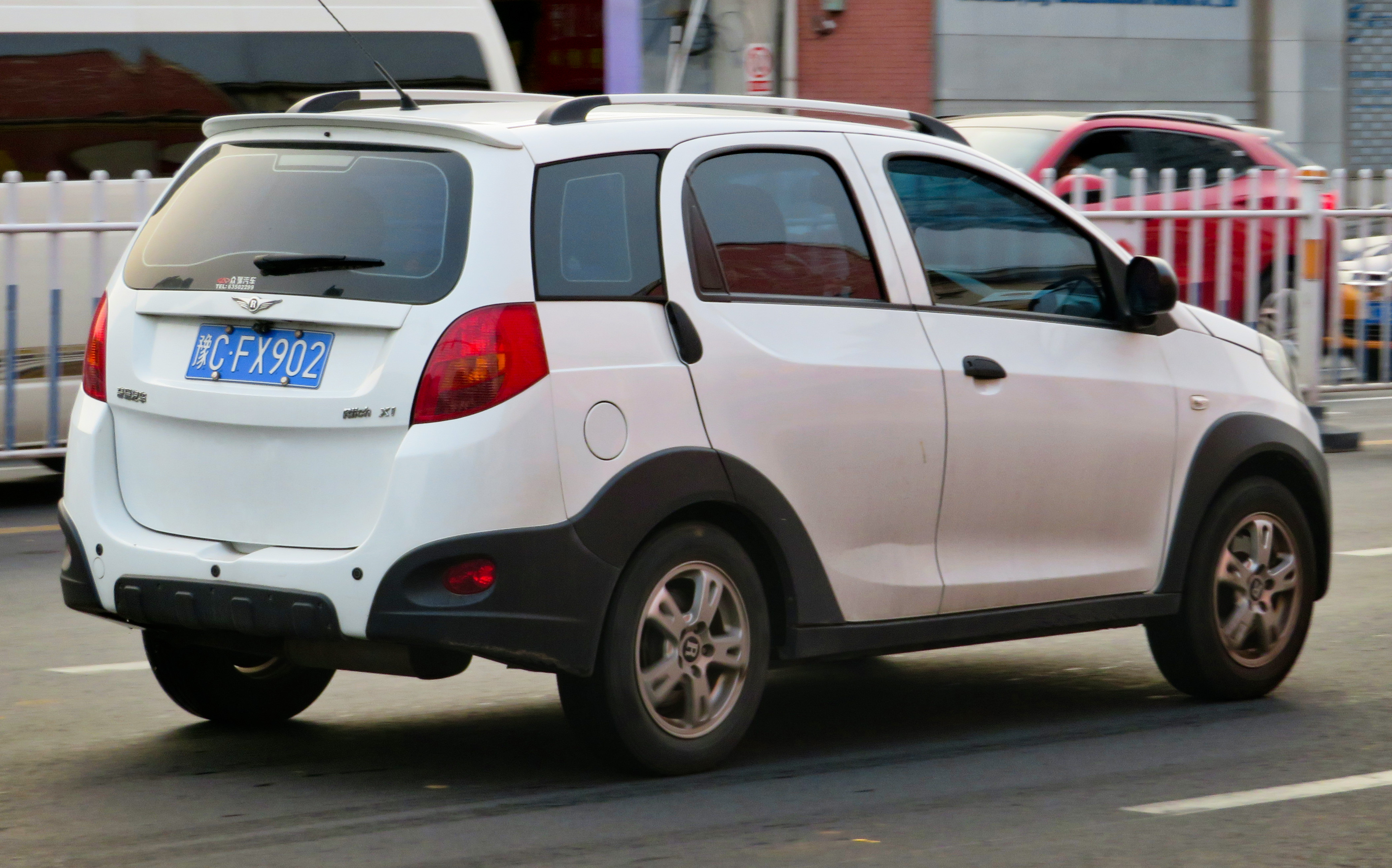
Riich X1
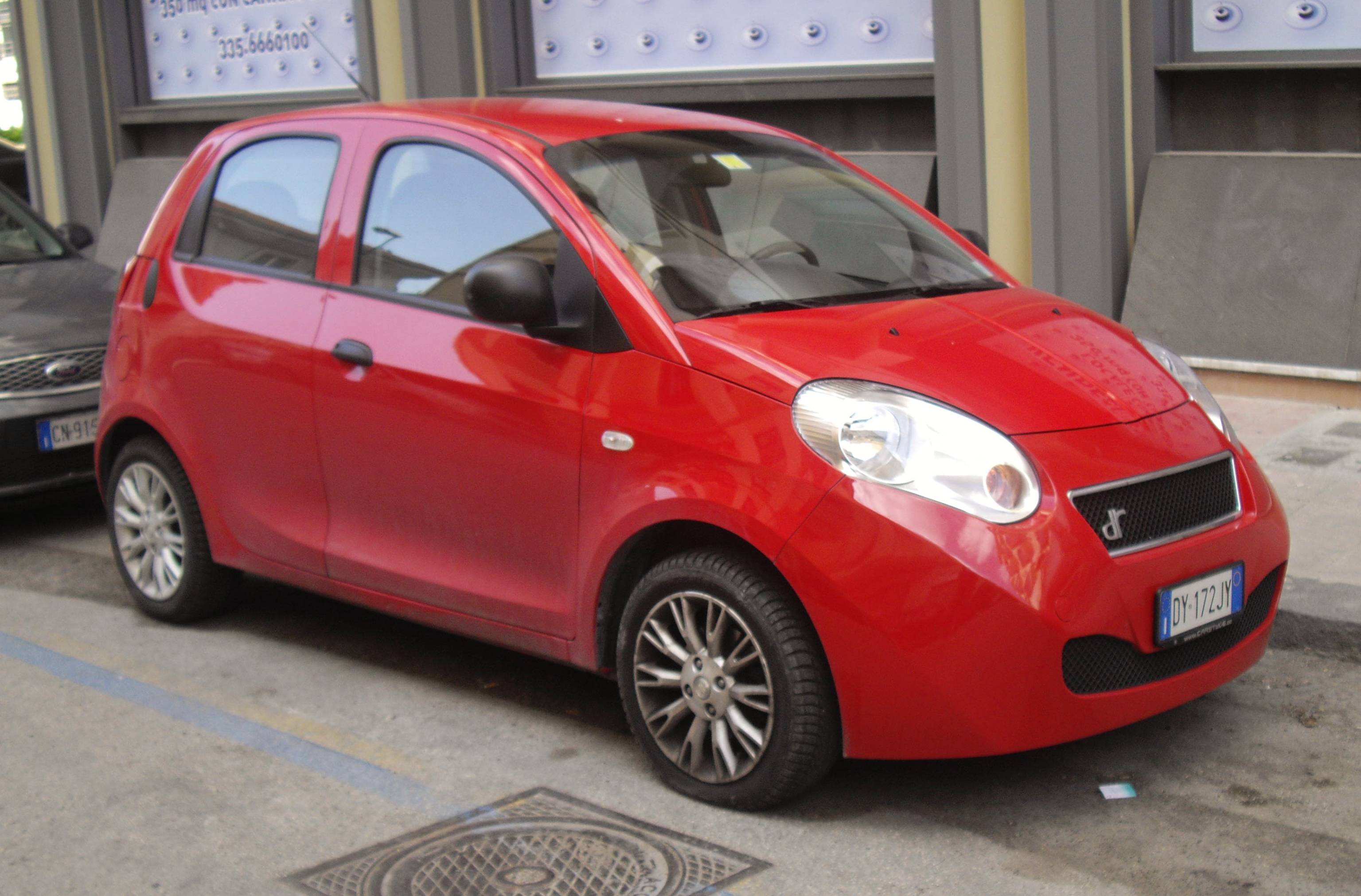
DR1
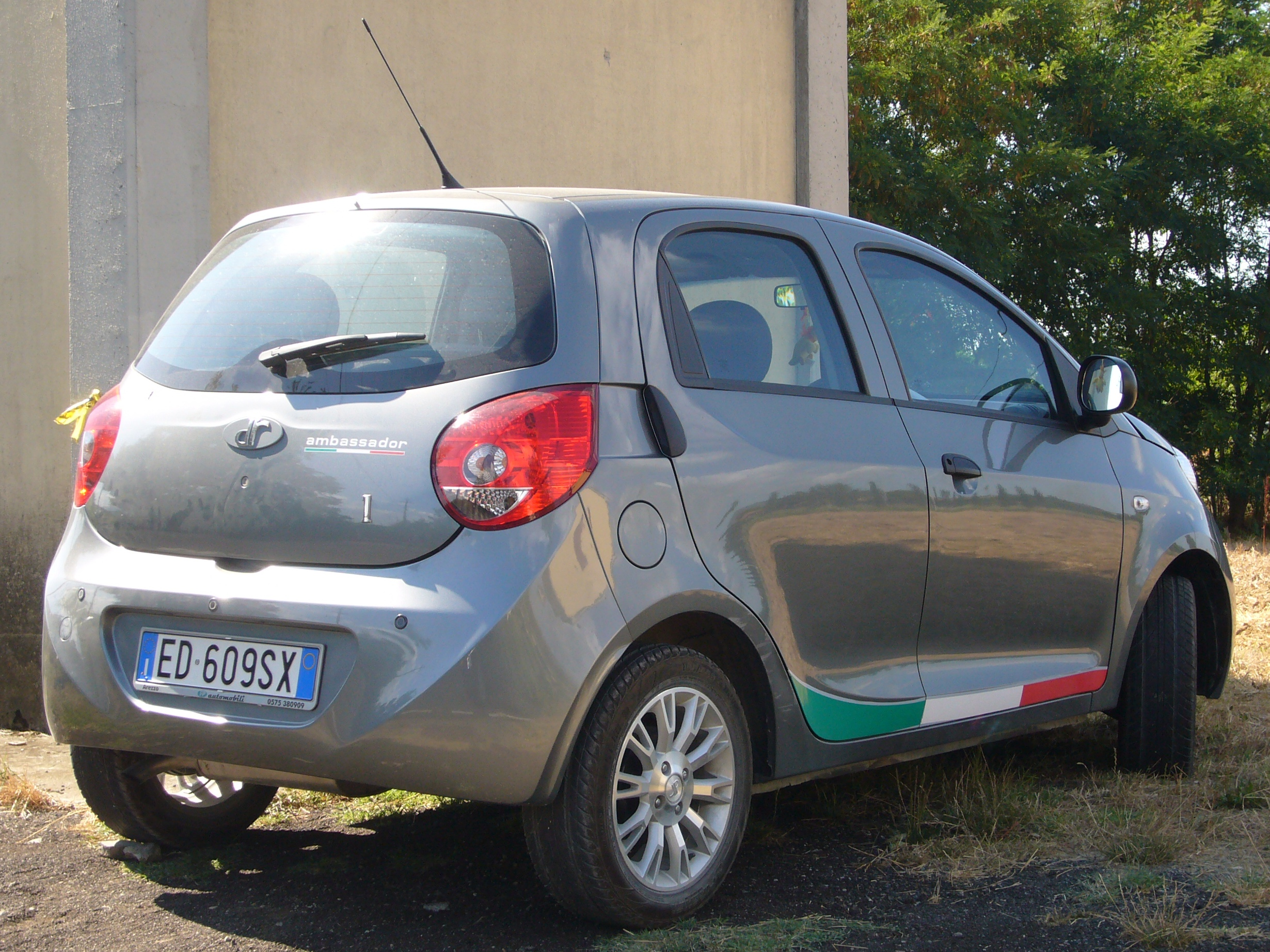
DR1